# U–543
Az U–543 tengeralattjárót a német haditengerészet rendelte a hamburgi Deutsche Werft AG-től 1941. június 5-én. A hajót 1943. április 21-én állították szolgálatba. Két harci küldetése volt, ellenséges hajót nem süllyesztett el.

## Pályafutása
Az U–543 1943. november 9-én futott ki első járőrútjára Kielből, kapitánya Hans-Jürgen Hellriegel volt. A búvárhajó Új-Fundlandtól keletre vadászott, majd visszatért Lorient-ba. Második útjára 1944. március 28-án indult. Április 9-én, útban Puerto Rico felé rábukkant egy kisebb konvojra, de az azt kísérő hadihajók mélységi bombákkal megfutamították. Tíz nap múlva, közel a Ráktérítőhöz megtankolt az U–488-ból, majd megtámadta egy amerikai TBF Avenger, amely a USS Tripoli repülőgép-hordozóról emelkedett fel. Az U–543 sérülés nélkül megúszta a támadást. A tengeralattjáró Szenegál és Ghána előtt cserkészett, majd egészen a brazil partokig hajózott. 1944. július 2-án, a Kanári-szigetektől délnyugatra egy amerikai Avenger mélységi bombákkal megsemmisítette. A teljes legénység, 58 ember odaveszett.

## Kapitány
| Név                    | Kezdőnap          | Zárónap         |
| ---------------------- | ----------------- | --------------- |
| Hans-Jürgen Hellriegel | 1943. április 21. | 1944. július 2. |

## Őrjáratok
| Indulás | Indulónap         | Érkezés | Zárónap          |
| ------- | ----------------- | ------- | ---------------- |
| Kiel    | 1943. november 9. | Lorient | 1943. január 24. |
| Lorient | 1944. március 28. | *       | 1944. július 2.  |

* A hajó nem jutott el célállomására, elsüllyesztették